# Symplocos hintonii
Symplocos hintonii är en tvåhjärtbladig växtart som beskrevs av Cyrus Longworth Lundell. Symplocos hintonii ingår i släktet Symplocos och familjen Symplocaceae. Inga underarter finns listade i Catalogue of Life.